# 木下勇人
木下勇人（きのした はやと、1975年～）は日本の税理士、公認会計士、元柔道家。愛知県津島市出身。

## 保有資格
- 税理士
- 公認会計士
- 登録政治資金監査人
- AFP
- 不動産鑑定士第2次試験合格者[2]
- 宅地建物取引士

## 経歴
1994年、愛知県立旭丘高等学校卒業。1999年、南山大学経営学部卒業。
2003年に監査法人トーマツ名古屋事務所に入所。フィナンシャル・ソリューションズ部に配属される。
2005年、税理士法人トーマツ名古屋事務所への転籍を経て、2008年に公認会計士木下事務所・木下勇人税理士事務所を開設。2009年には、税理士法人レディング代表社員へ就任。

## 著書

### 単著
- 『税理士が身につけるべきコーディネート力: 複眼的視点を養おう!』(2019年)
- 『相続・事業承継に役立つ生命保険活用術: 改正通達に対応』(2020年)
- 『ホントは怖い相続の話: 「知らなかった」では済まされない!』(2020年)

### 共著
- 『新しい常識家族間契約の知識と実践』(2021年)